# كاميلي هنري
كاميلي هنري هو لاعب هوكي الجليد كندي، ولد في 31 يناير 1933 في مدينة كيبك في كندا، وتوفي في 11 سبتمبر 1997.

## وصلات خارجية
- كاميلي هنري على موقع دوري الهوكي الوطني (الإنجليزية)
- كاميلي هنري على موقع EliteProspects.com (الإنجليزية)
- كاميلي هنري على موقع HockeyDB.com (الإنجليزية)
- كاميلي هنري على موقع Hockey-Reference.com (الإنجليزية)